# Mathias Lüttichau
Mathias (von) Lüttichau (9. december 1795 på Egebjerggård – 13. april 1870 på Store Grundet) var en dansk officer og krigsminister, broder til overpræsident Hans Helmuth Lüttichau.

## Uddannelse
Han fødtes på Egebjerggård i Ods Herred. Kun 8 år gammel blev han volontør, 5 år senere artillerikadet, i 1810 stykjunker og endnu samme år sekondløjtnant i Artilleriet. Som sådan deltog han i felttoget 1813, men lod sig i 1816 stille à la suite for at forberede sig til godsejervirksomheden. I 1818 blev han karakteriseret premierløjtnant (virkelig først i 1823) og trådte i 1819 på ny ind i tjenesten, samtidig med at han efter faderens død overtog Store Grundet. Han blev derpå kammerjunker i 1821 og kaptajn i 1828, i hvilket år han indgik ægteskab med sit søskendebarn Gotholdine Lüttichau, datter af Christian Ditlev von Lüttichau til Tjele; hun døde allerede 1835.
Lüttichau blev i 1831 sekondkaptajn ved Pontonner- og Pionerkompagniet, i 1836 batterichef og i 1842 kaptajn af 1. klasse samt kort efter chef for håndværkeretaten i København, hvorpå han i 1846 avancerede til major, i 1849 til karakteriseret oberstløjtnant (virkelig 1850), i 1850 til karakteriseret oberst (virkelig 1852). 

## Indtræden i politik
Samtidig deltog han i det politiske liv. I 1834 valgtes han således som 3. stænderdeputeret for Viborg og Ribe Stifters sædegårde og mødte som sådan i alle den viborgske stænderforsamlings møder til 1846; endnu i 1847 blev han genvalgt, men forhindredes ved krigen i at give møde. I forhandlingerne tog han jævnlig del og erhvervede sig anseelse som et af de mere fremragende medlemmer af den konservative retning, så at han i 1842 blev forsamlingens vicepræsident og i 1848 valgtes som en af de "erfarne" mænd, hvilke efter kundgørelsen af 28. januar skulle træde sammen for at drøfte det i samme bebudede udkast til en konstitution. I felttoget 1848 var Lüttichau øverstkommanderende artilleriofficer på Als, kom derefter tilbage til København, så han kunne deltage i den grundlovgivende Rigsforsamling som kongevalgt medlem, og han var da en af de 11 mænd, der stemte imod Grundlovsudkastet, fordi han anså det for at gå for vidt i demokratisk retning. I 1850 var Lüttichau chef for 1. divisions artilleri og deltog i slaget ved Isted. Efter krigen var Lüttichau en kort tid leder af de artilleriafdelinger, som forblev i Sønderjylland, men udnævntes i 1851 til chef for artilleribrigadens stab og i 1854 til chef for 1. Artilleriregiment. I 1851 var han blevet valgt som Landstingsmand for 10. Kreds, var medlem af Rigsretten 1853-54 og fulgte 1854 ministeriet Ørsteds kaldelse til at træde ind i det foreløbige, kun af kongevalgte bestående Rigsråd for hele monarkiet.

## Krigsminister
Man havde desuagtet så megen tillid til hans strengt konstitutionelle sindelag, at han efter ministeriet Ørsteds fald anmodedes om at blive krigsminister i det af P.G. Bang dannede ministerium (12. december 1854). Ved afgangen som sådan 25. maj 1856 blev han generalmajor à la suite, og han trak sig nu tilbage til sit herresæde, i det han dog vedblev at virke som medlem af Landstinget og af Rigsrådet. Allerede i 1843 var han blevet kammerherre og i 1855 Kommandør af Dannebrog.

## Chef for Artilleriet
Efter general Fibigers død i oktober 1861 blev Lüttichau udnævnt til chef for det kongelige Artilleri under vanskelige forhold, i det riffelskytsets opkomst frembragte en stor omvæltning i artillerimateriellet, medens de truende politiske forhold og de indskrænkede bevillinger i høj grad var til hinder for i ro at følge udviklingen og at anskaffe, hvad der var nødvendigt ved en eventuel krig. Når der i 1864 ikke var nået så lidt, skyldes det i ikke ringe grad Lüttichaus evne til at træffe fornuftige afgørelser og til at lade sine underordnede have det fornødne råderum til at arbejde. I 1863 fik Lüttichau generalløjtnants karakter, og han blev dernæst øverstkommanderende artilleriofficer i Dannevirkestillingen. Som sådan deltog han i krigsrådet 4. februar 1864, hvori han udtalte sig imod at rømme stillingen, hvorefter han nægtede at underskrive krigsrådets protokol. Da overgeneral de Meza kort efter kaldtes til København, overtog han som den ældste officer foreløbig kommandoen over hæren, indtil general Gerlach ved kongelig resolution af 28. februar udnævntes til kommanderende general, medens samtidig Lüttichau beordredes til København for at føre kommandoen over artilleriet. Denne stilling varetog han med dygtighed, indtil han i maj 1865 erholdt sin afsked, i det han samtidig udnævntes til Storkorsridder af Dannebrog.
Lüttichau henlevede sine sidste dage på sin gård, indtil han 13. april 1870 afgik ved døden. Han var ikke nogen usædvanlig begavelse, men en duelig, alvorlig og fornem personlighed, lige streng mod sine undergivne og mod sig selv, altid rede til at tage dem i forsvar mod overordnede og i høj grad uafhængig af andres meninger.
Han er begravet på Hornstrup Kirkegård.

## Gengivelser
Litografi 1853, efter dette xylografi 1864 og 1870. Afbildet på xylografi af ministeriet Bang, 1854. Formentlig afbildet på Niels Simonsens maleri af Frederik VII's besøg ved Dannevirke, 1861 (Jægerspris Slot). Xylografi af H.P. Hansen 1870. Portrætmaleri af Julius Exner (1882, efter fotografi, Vejle Rådhus).